# St. Helena (Deutschnofen)

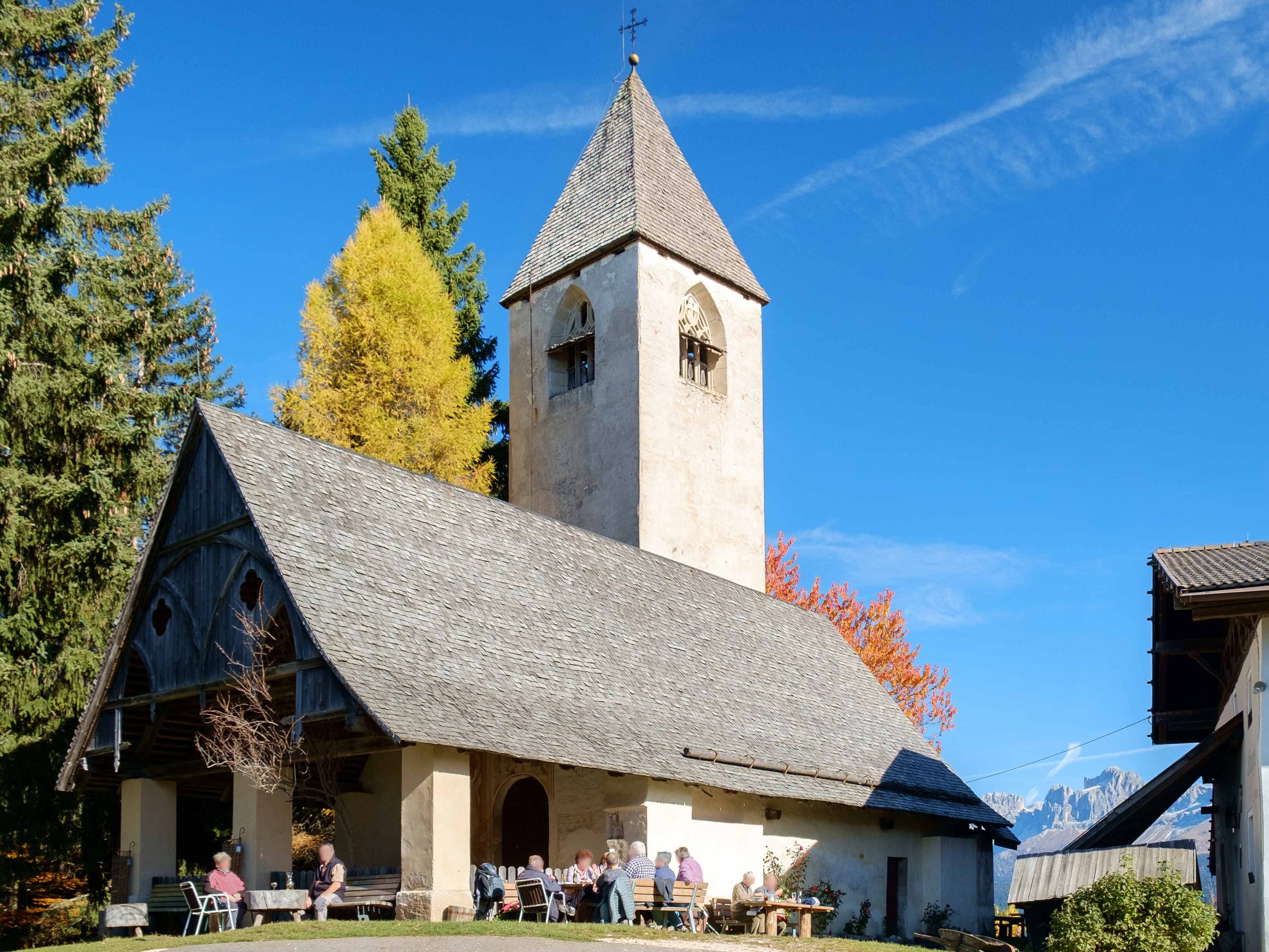
Kirche St. Helena in Deutschnofen

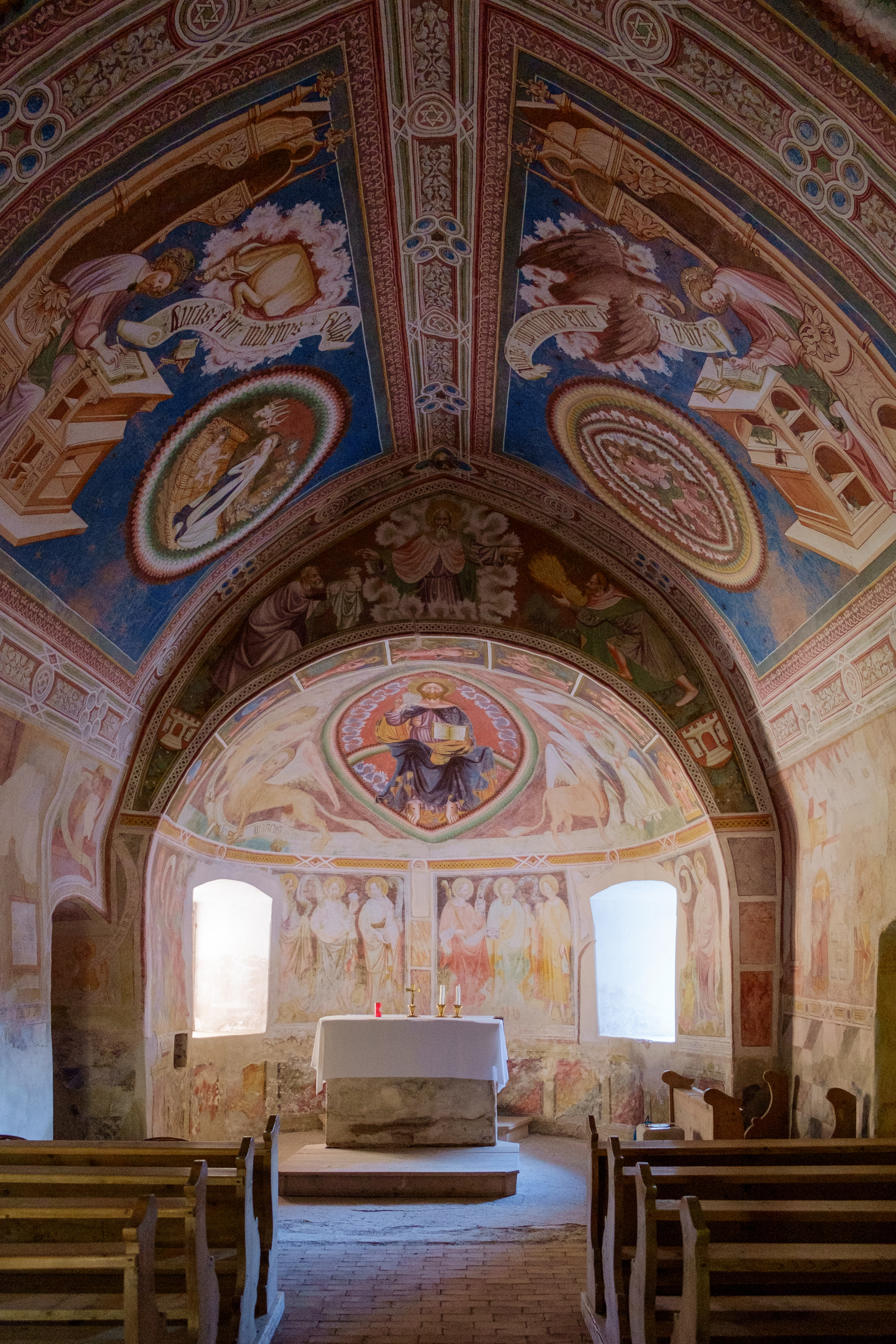
Innenansicht mit gotischen Fresken in der Rundapsis

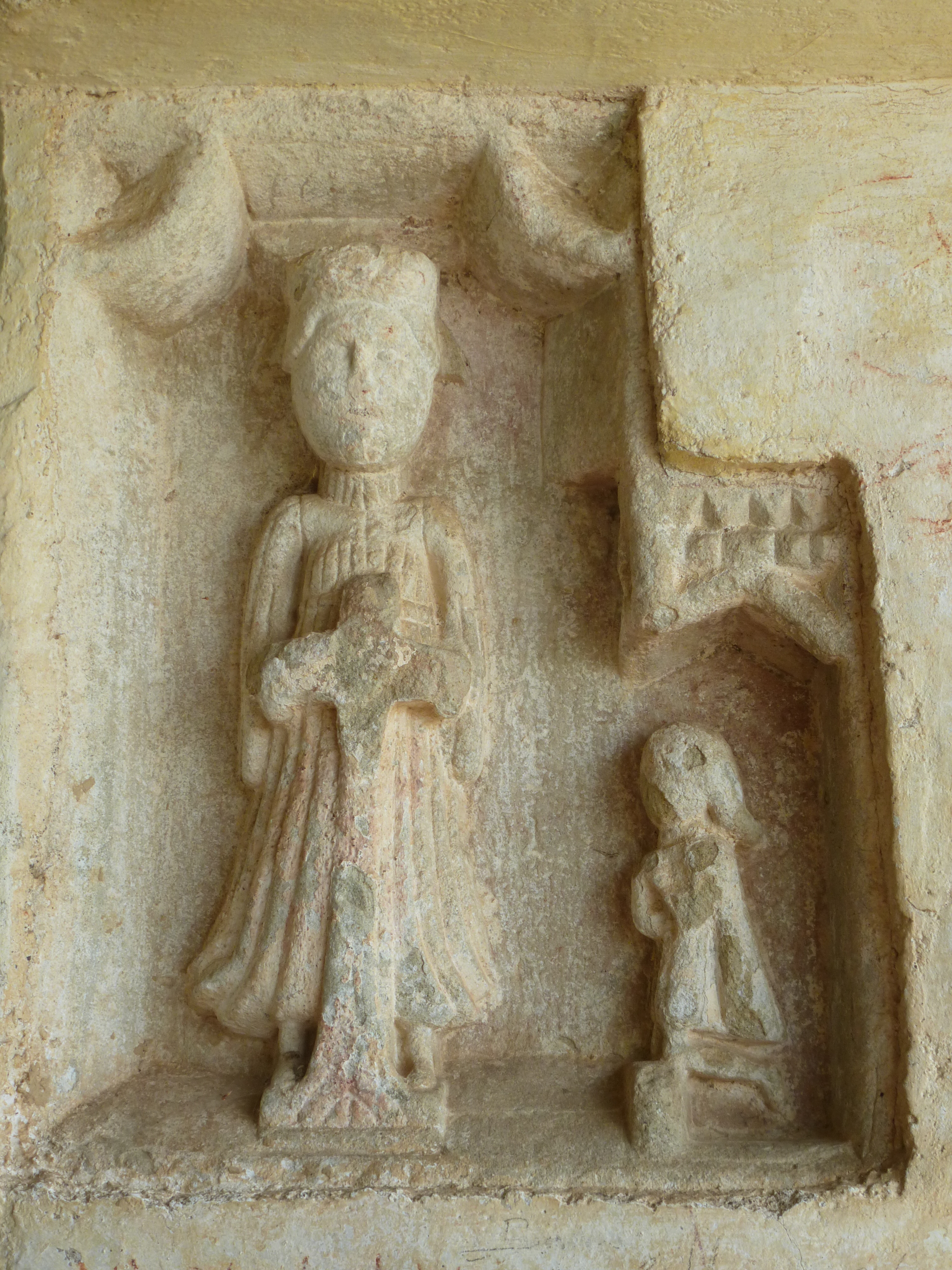
Sandsteinrelief am Eckpfeiler der Vorhalle zu St. Helena (Deutschnofen)

St. Helena ist eine kleine Kirche südöstlich von Deutschnofen in Südtirol. Zum ersten Mal wurde die Kirche zusammen mit dem benachbarten Kreuzhof im frühen 14. Jahrhundert urkundlich erwähnt. Die gotischen Fresken der Kirche gelten als einer der bedeutendsten Freskenschätze Südtirols.

## Geschichte
Möglicherweise diente der Hügel in vorchristlicher Zeit als heidnische Kultstätte. Die Im Kern romanische Kirche geht auf das 12. bis 13. Jahrhundert zurück. In der Umgebung wurde früher Bergbau betrieben. Demzufolge berichtet eine Legende von einer Erbauung der Kirche auf Silberstufen. Die der heiligen Helena gewidmete Kirche, gilt u. a. als Schutzpatronin des Bergbaues. Zu Beginn des 15. Jahrhunderts wurde das Gotteshaus, vermutlich im Auftrag der Herren von Niederthor, deren Wappen am Triumphbogen abgebildet ist, im gotischen Stil umgebaut und erweitert. 1410 erfolgte nach der Fertigstellung eine Neuweihe. Etwa zur gleichen Zeit entstanden die bedeutenden Fresken an der Fassade und im Innenraum der Bozner Schule. Die Vorhalle kam im 19. Jahrhundert hinzu. Am 21. Mai 1985 stellte das Südtiroler Landesdenkmalamt die Kirche unter Denkmalschutz.